# Peugeot 302

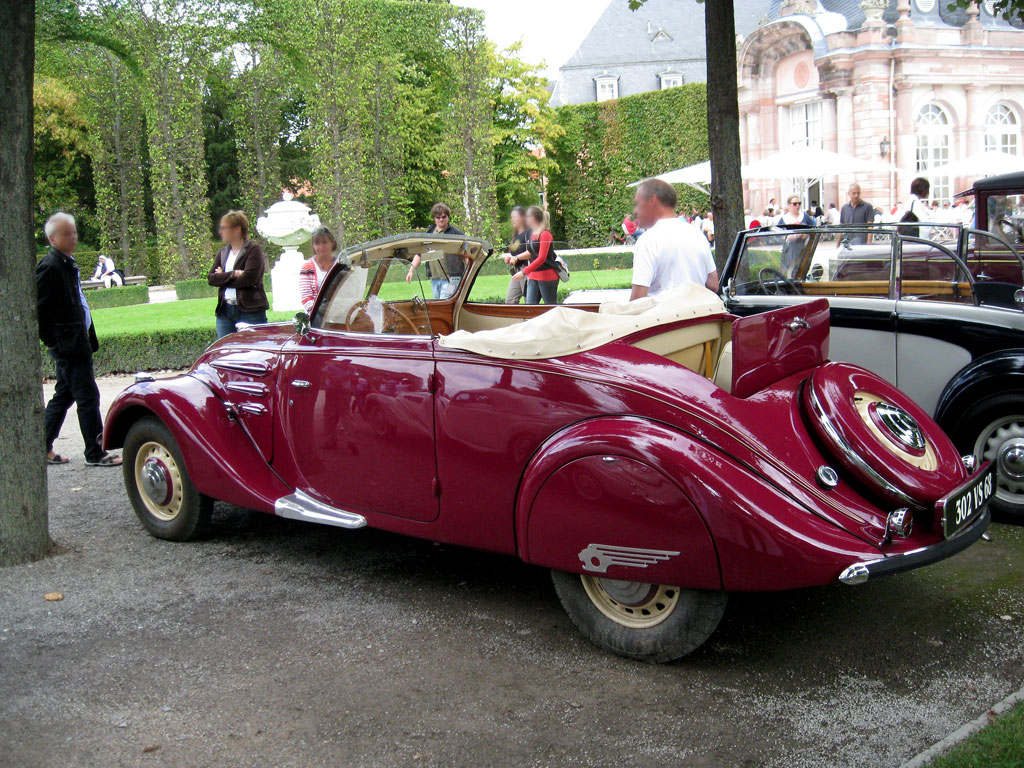
Peugeot 302 cabriolet

El Peugeot 302 es un sedán de peso medio introducido en el Salón del Automóvil de París de 1936 por Peugeot, disponible tan solo durante 18 meses, hasta abril de 1938.

## Antecedentes
El 302 era en la práctica una versión reducida del Peugeot 402, con un motor más pequeño. Fue lanzado un año después del 402.

### Recepción del 302
El aerodinámico 402 fue recibido con entusiasmo por el mercado, pero pertenecía a una clase de coches más grandes que el Citroën Traction Avant, que en muchos sentidos había reescrito las reglas del mercado cuando se lanzó en 1934 debido a sus novedosas soluciones técnicas, y que durante la década de 1930 adquirió una amplia gama de diferentes tamaños de motores y de distancias entre ejes. El 302 podría competir más directamente con el Citroën como un modesto retorno a la estabilidad, después de que la crisis económica de 1929 hiciera pensar en un crecimiento futuro de la demanda del mercado de berlinas medianas. Sin embargo, cuando se lanzó el automóvil, el país se encontraba sumido en un estado de agitación social y de gran incertidumbre política.

### Una corta vida
Peugeot había terminado la producción de su popular modelo 201 en septiembre de 1937, y su reemplazo, el Peugeot 202 más pequeño, no aparecería hasta febrero de 1938. Para el Salón del Automóvil de París de octubre de 1937, el Peugeot 302 todavía figuraba en los catálogos de venta con el fin de dar salida a las existencias restantes, después de lo que había sido un año precario para la industria francesa económica y políticamente, pero el coche en sí estaba ausente del puesto de exhibición de Peugeot. Durante el otoño y el invierno de 1937/38, el 302 era el automóvil más pequeño y más barato que se ofrecía en los concesionarios Peugeot.

## Carrocería

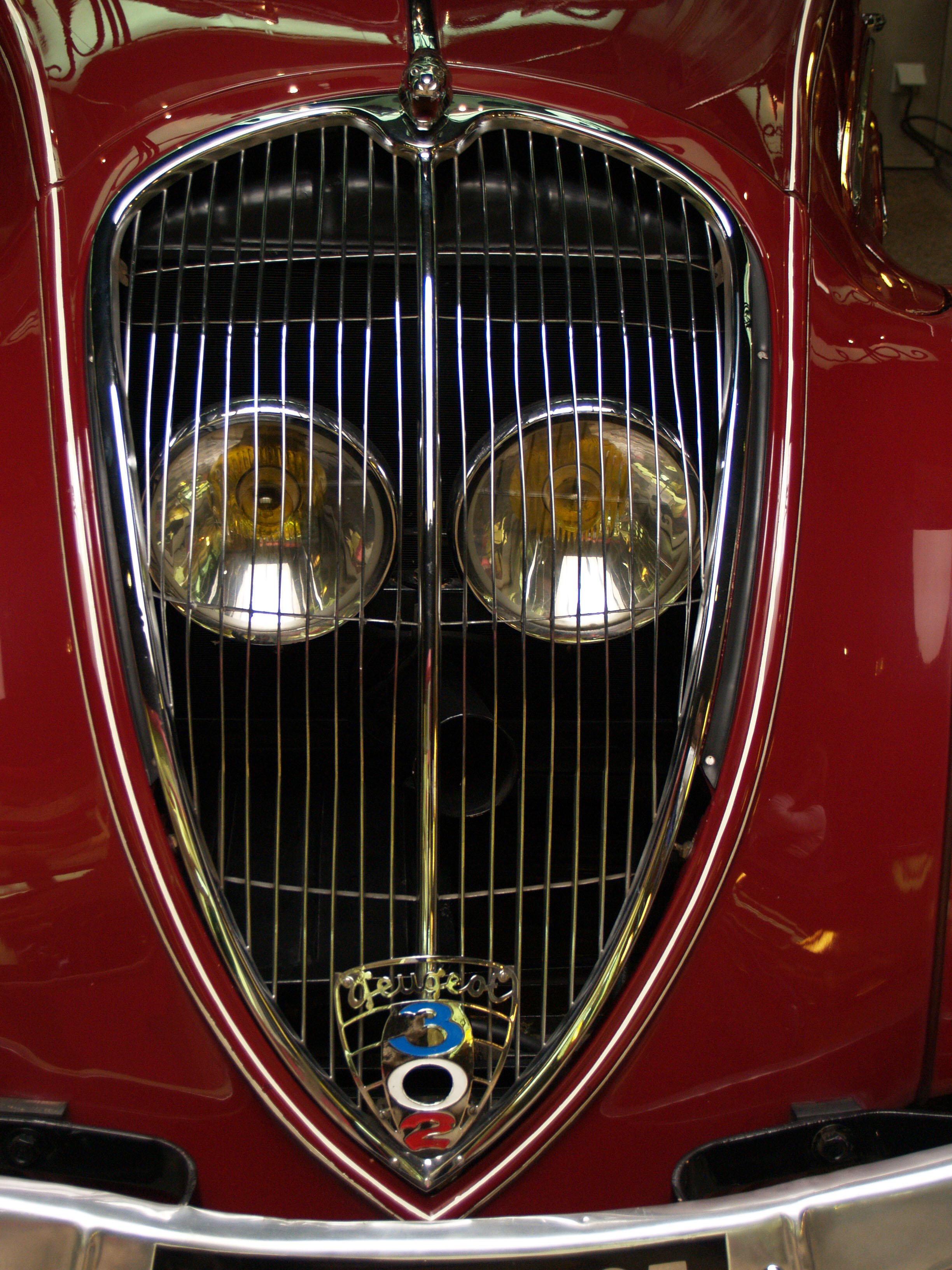
Parrilla delantera del Peugeot 302, con el orificio para la manivela de arranque que atraviesa el número cero

El 302 siguió fielmente el estilo del 402, que era más largo, con una parrilla delantera inclinada detrás de la que se resguardaban los faros. Un detalle llamativo era el orificio para la manivela de arranque en la parte inferior de la parrilla, que pasaba por el dígito central del nombre inscrito verticalmente "302", decorado con los colores de la bandera de Francia (azul, blanco y rojo).
Además de la berlina y del descapotable de dos puertas y cuatro plazas de fábrica, se produjo una pequeña cantidad de versiones con carrocería especial, incluido un 302 convertible construido por Darl'mat y un descapotable que incorporaban el diseño de techo de acero plegable automático "Éclipse", patentado por Georges Paulin en 1931.

## Motor y tren de rodadura
El motor de 1758 cc de cuatro cilindros refrigerado por agua era en muchos aspectos similar al motor un poco más grande instalado en el 402. Tenía 10 caballos fiscales, en lugar de los 11 del 402. La potencia declarada del motor era de 43 CV (31,6 kW), junto con una velocidad máxima de 105 km/h (65 mph).
La potencia se entregaba desde el motor montado en la parte delantera a las ruedas traseras mediante una caja de cambios tradicional de tres velocidades.
Un par de años antes, Peugeot había obtenido el primer lugar entre los fabricantes de automóviles por volumen de ventas cuando introdujo un 201  mejorado con suspensión delantera independiente, y con competidores como Renault reacios a invertir para mantenerse al día en el frente técnico. Con modelos posteriores como el 302 con suspensión delantera independiente, Peugeot recibió numerosos elogios por un avance técnico que proporcionó un agarre y una comodidad superiores en la carretera, especialmente cuando el automóvil se conducía a altas velocidades en carreteras en mal estado. En la parte trasera, el 302 usaba un eje rígido suspendido mediante un sistema combinado de voladizo y resortes.